# Livro de horas

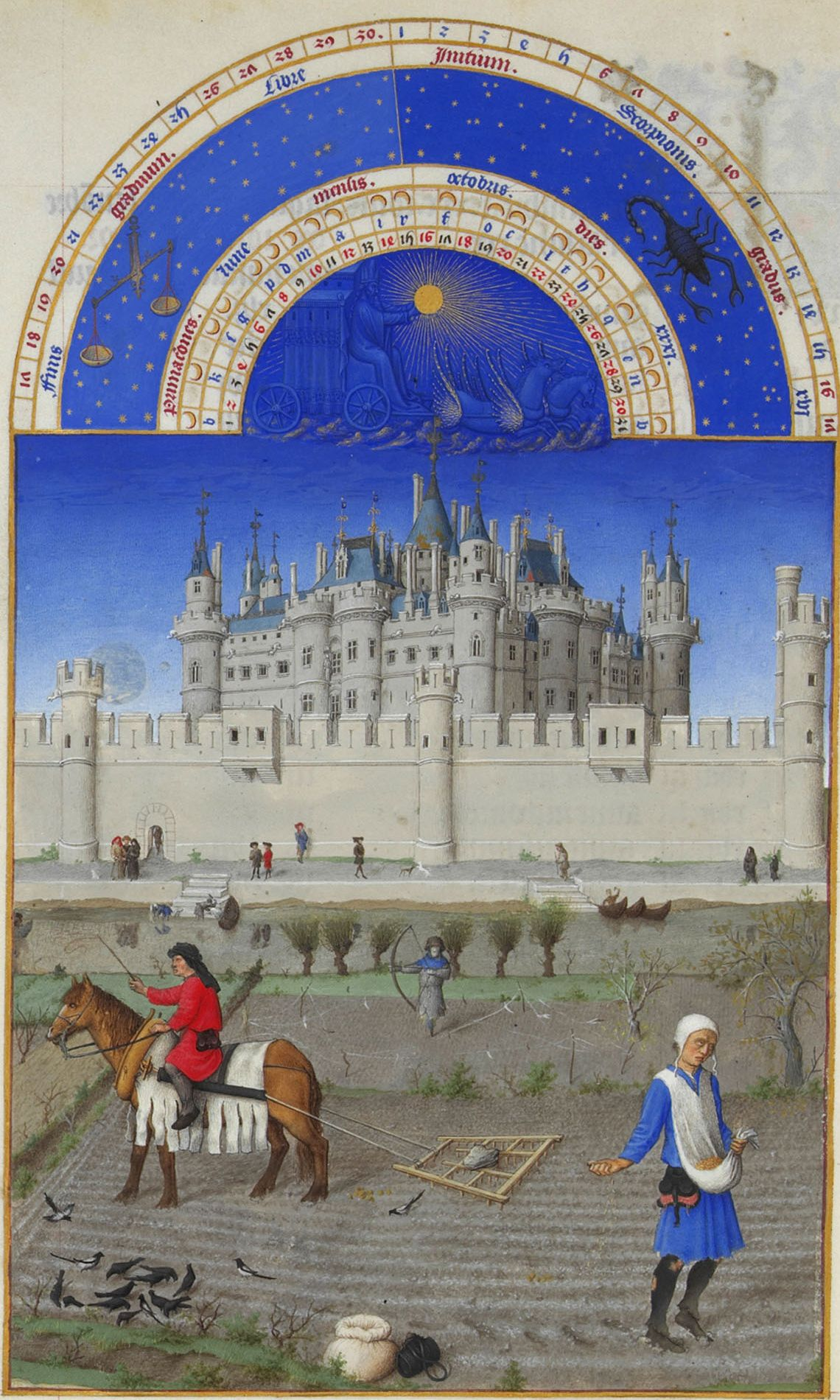
Outubro, iluminura de uma página do livro de horas Les Très Riches Heures du duc de Berry, Musée Condé, Chantilly.

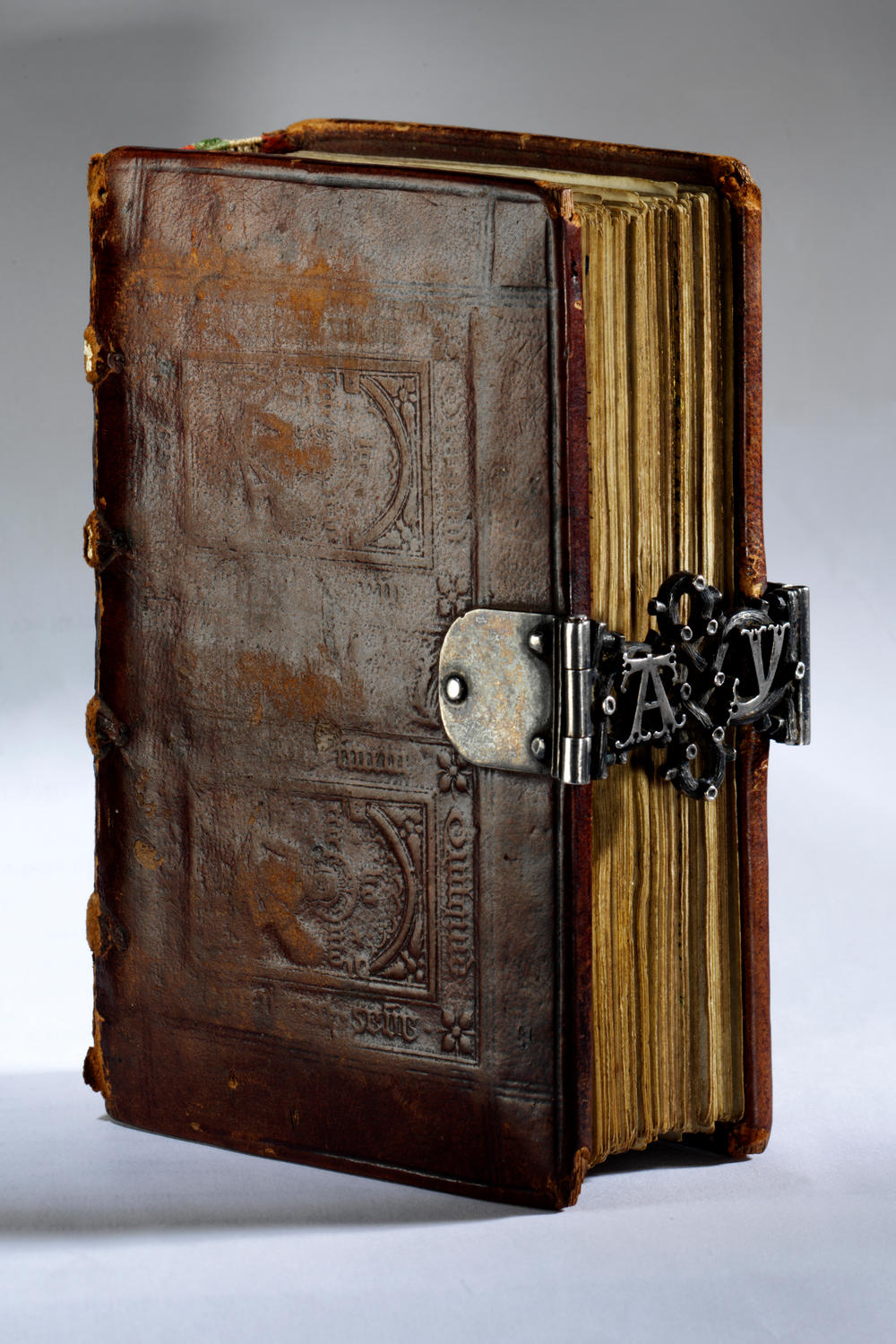

Livro de horas, Livro das horas ou ainda Livro missal é um livro de devoção criado por devotos no final da Idade Média. Em geral, continha o calendário das festas e dos santos, as Horas da Virgem, da Cruz, do Espírito Santo e dos mortos (Liturgia das Horas), as orações comuns e os salmos penitenciais. Geralmente eram ricamente ilustrados com iluminuras.

## Origem
Esse formato de liturgia surgiu no século VIII quando um dos abades de Carlos Magno, Bento de Aniane, elaborou um complemento ao ofício canônico, a cerimônia preceituada para o culto diário da vida consagrada. O livro englobava o Pequeno Ofício da Abençoada Virgem Maria e continha uma compilação de cerimônias curtas a ser receitadas ao longo do dia em intervalos específicos.

## Galeria
Les très riches heures du duc de Berry, Museu Condé, Chantilly

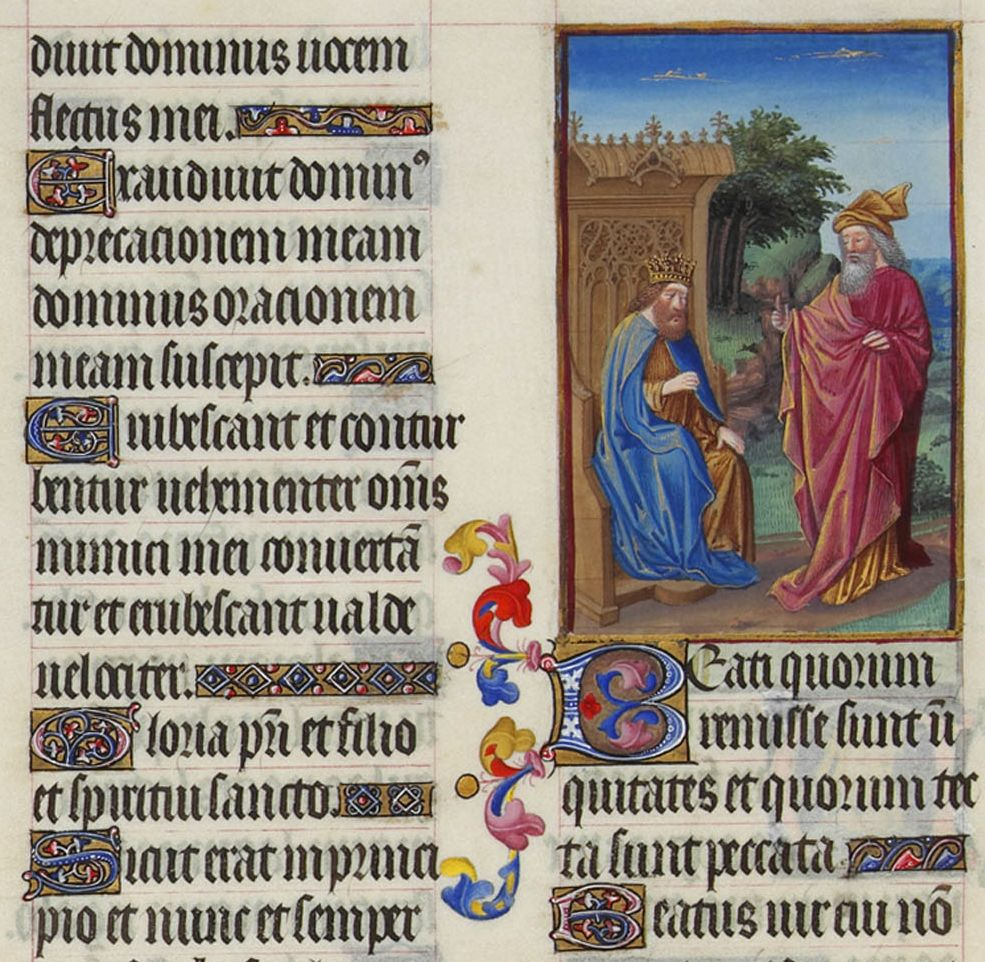
Folio 65v - David e Natã
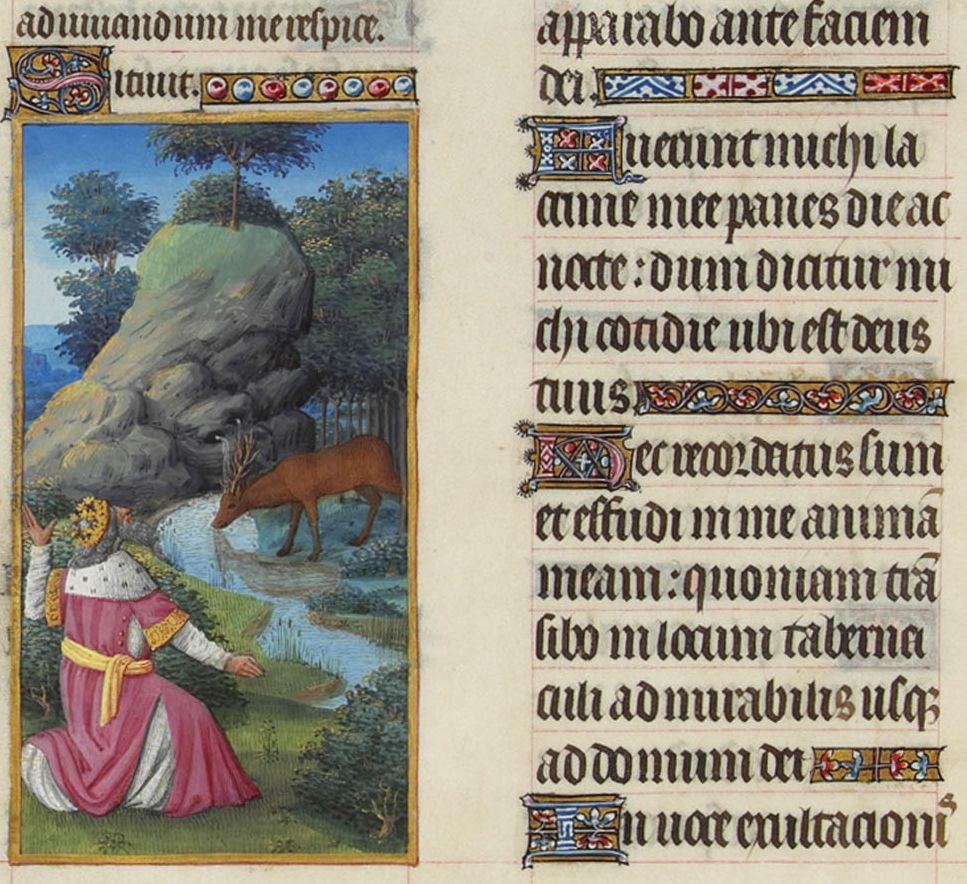
Folio 97v - Salmo XLI
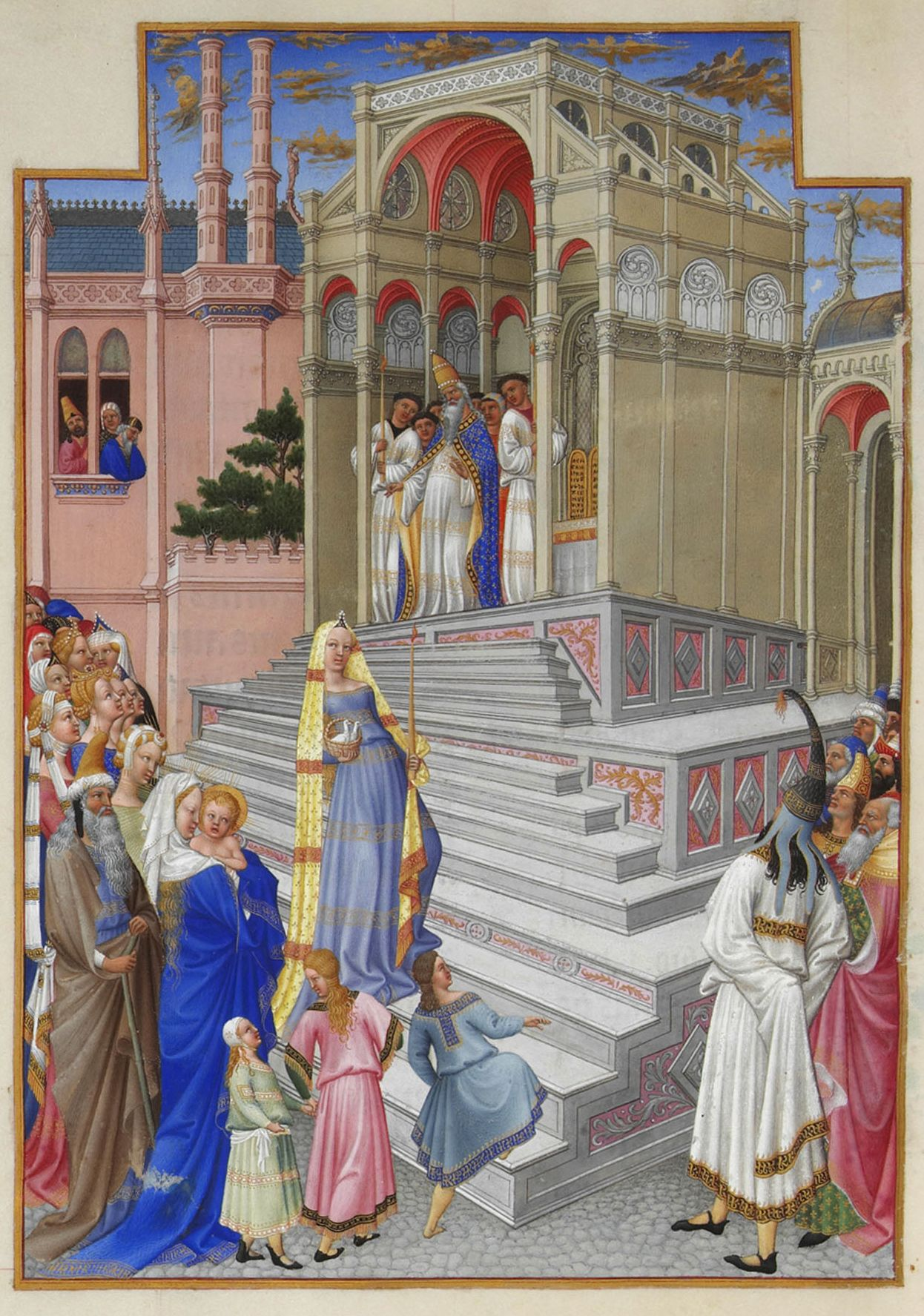
Folio 54v - A Purificação da Virgem
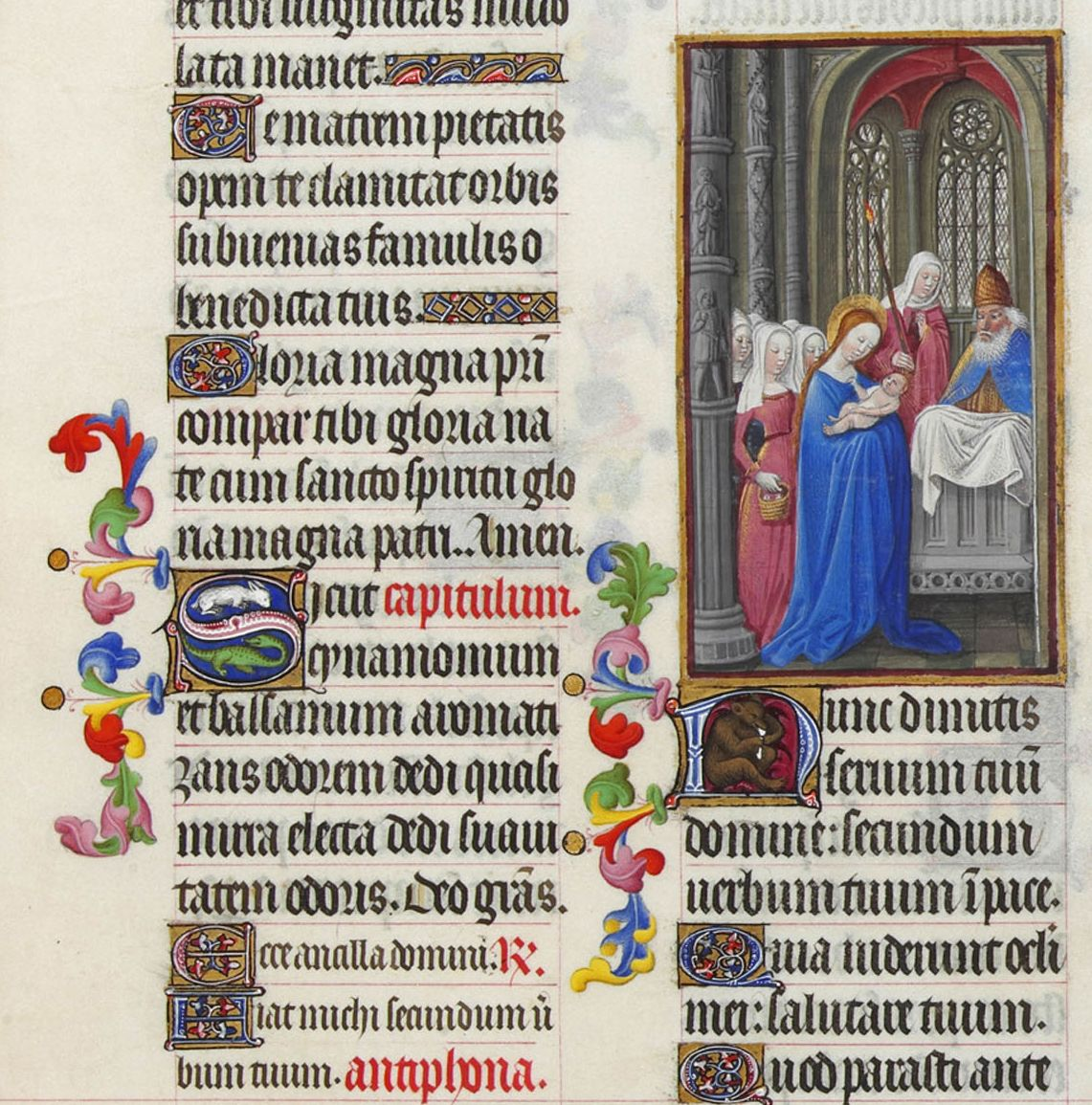
Folio 63r - Apresentação de Jesus no Templo
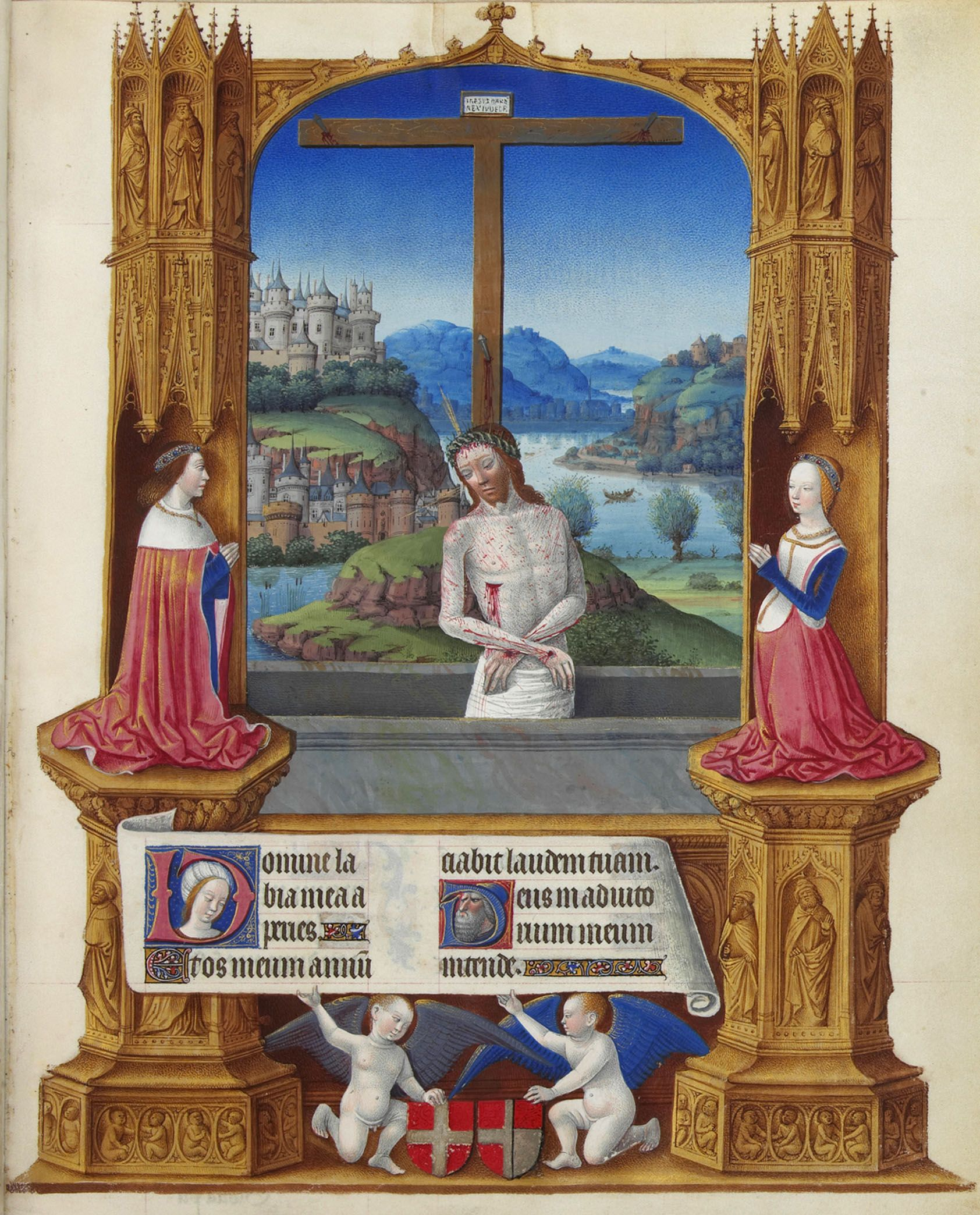
Folio 75r - Senhor das Dores
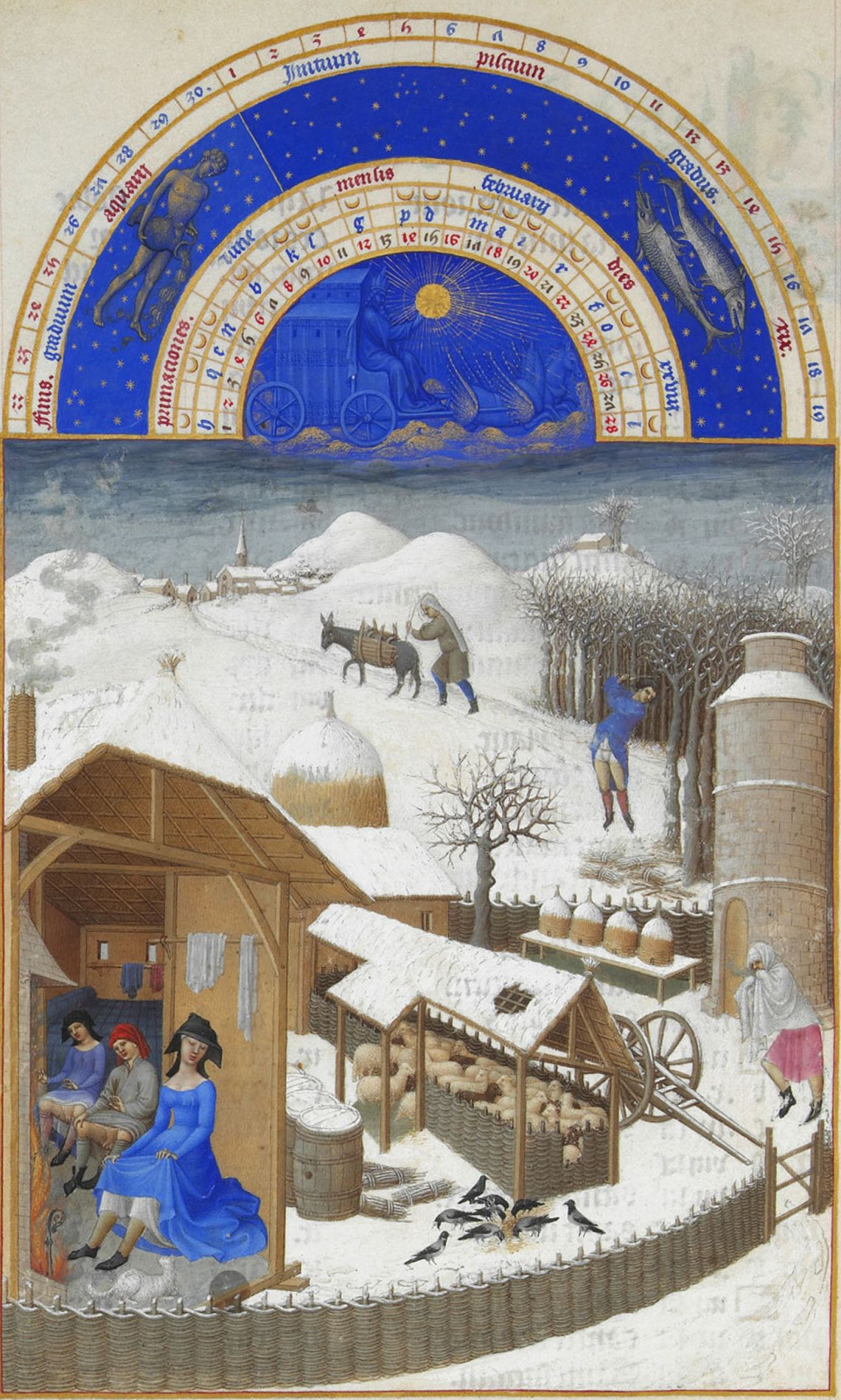
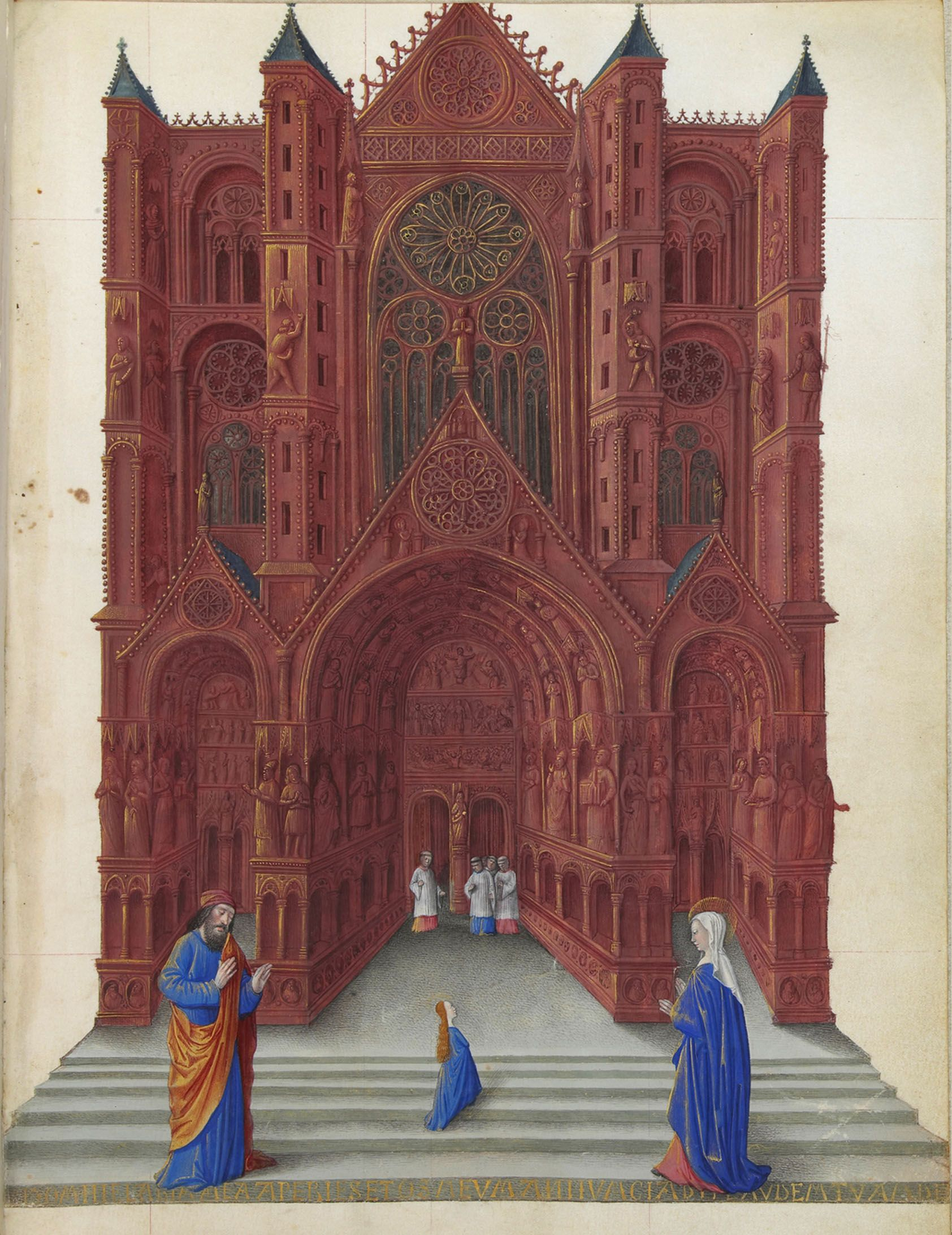
Folio 137r - A Apresentação da Virgem
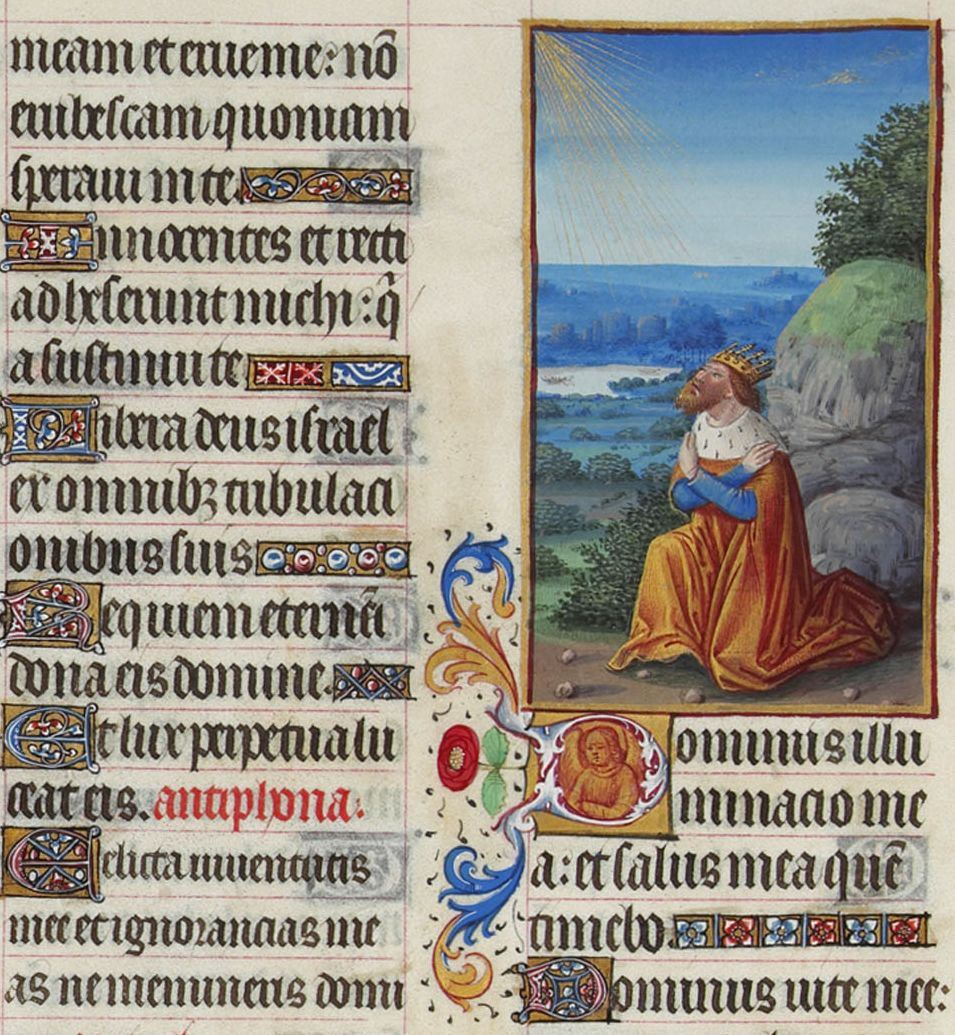
Folio 92v - Salmo XXVI
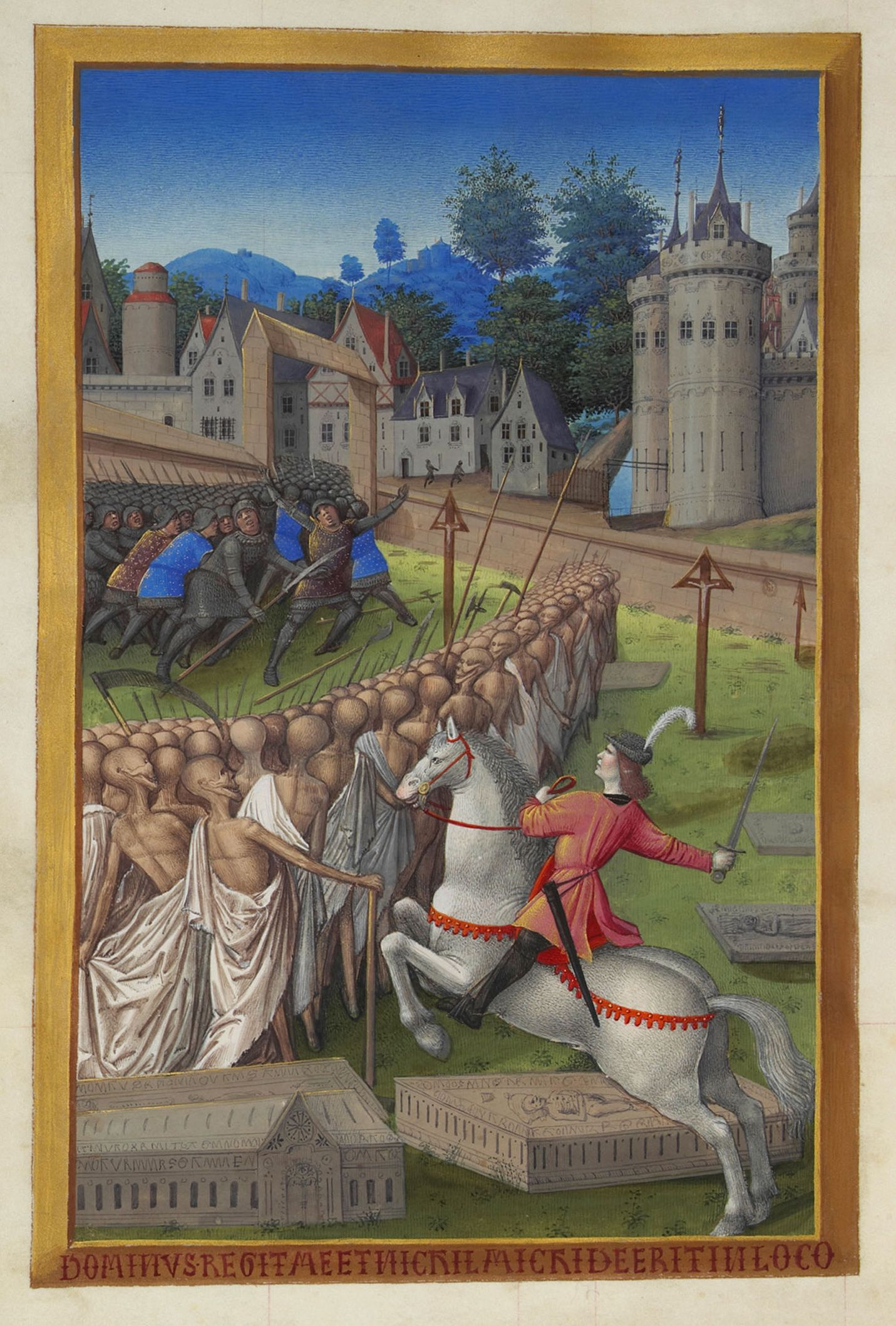
Folio 90v - O cavaleiro da Morte
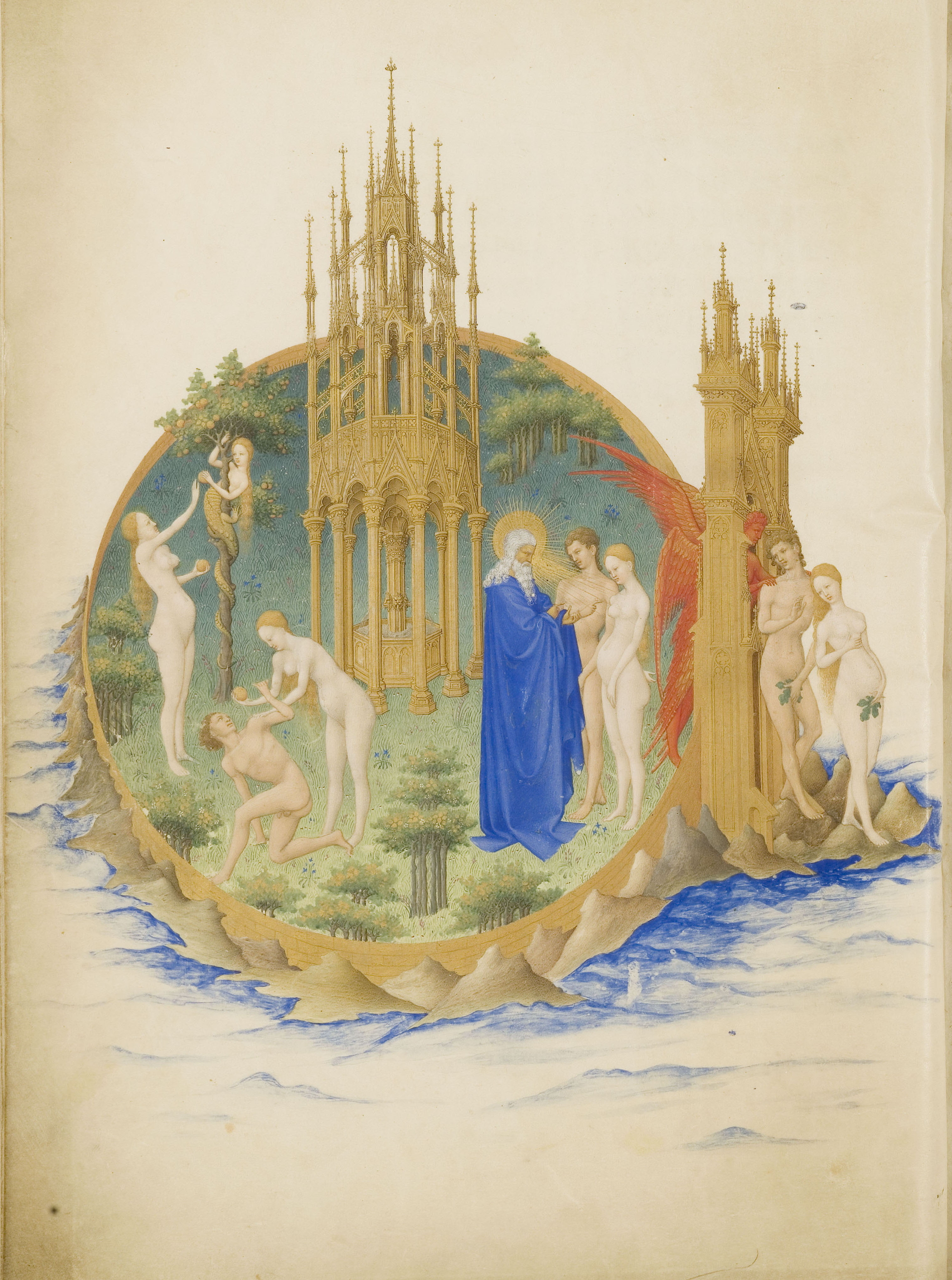
Fólio 25v - Jardim do Éden
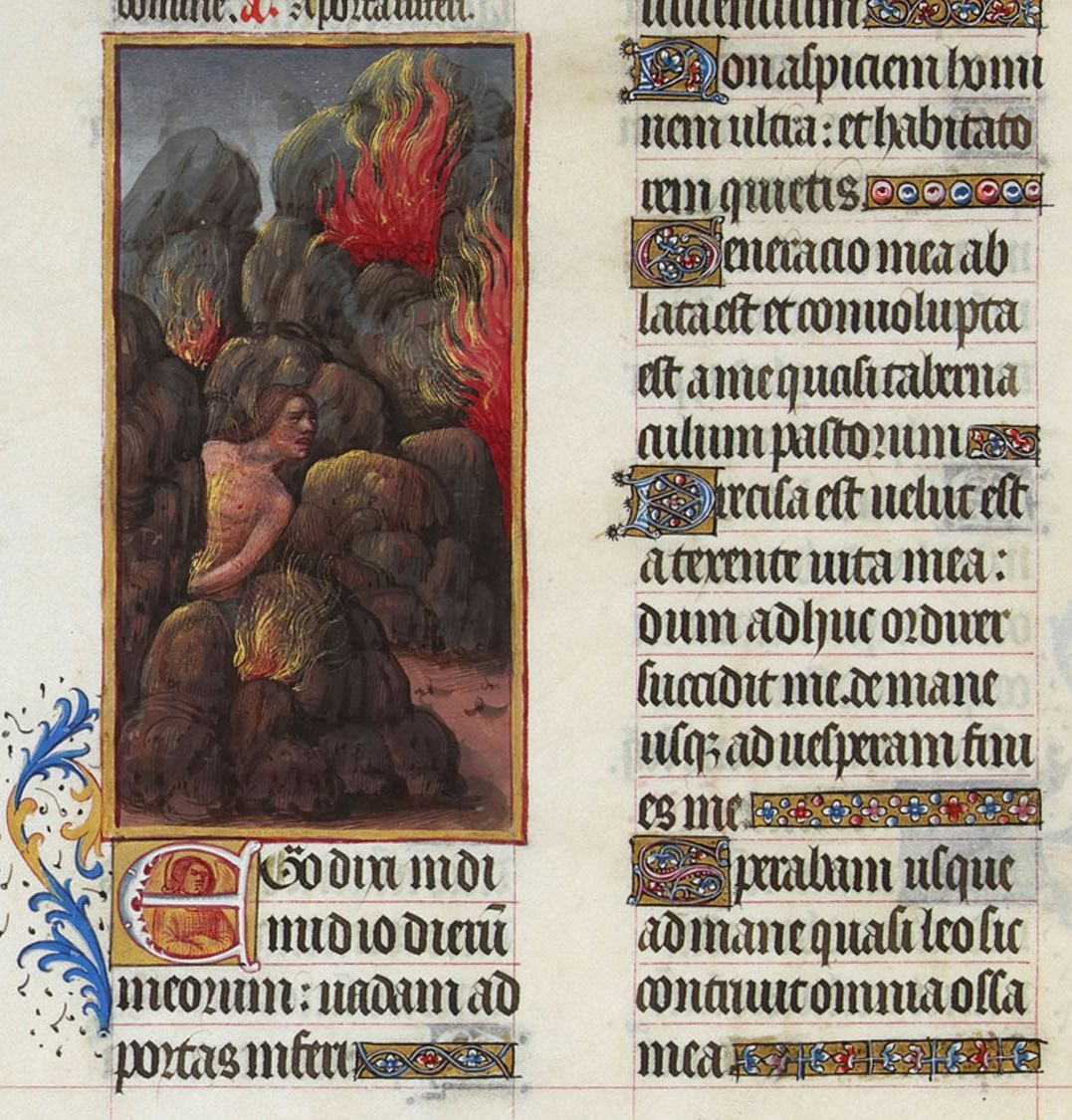
Fólio 103v - Canto de Ezequias
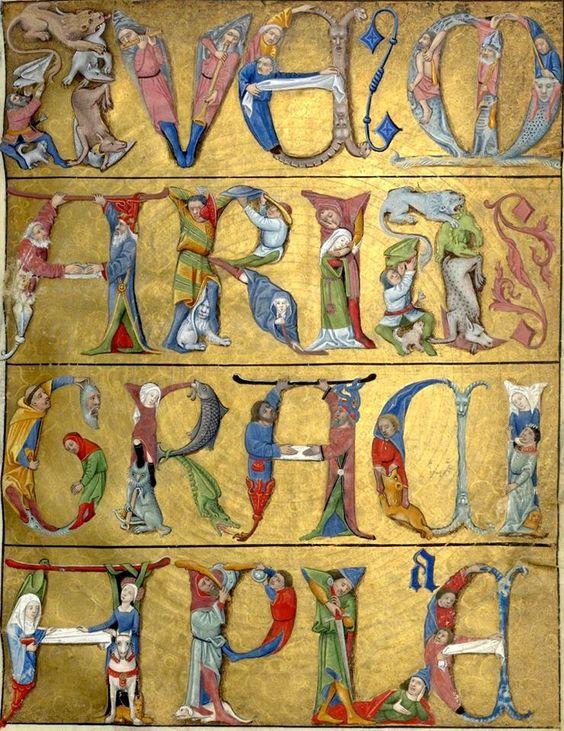
Ave Maria en Heures de Charles d'Angoulême